# Congresso Somali Unido
Congresso Somali Unido foi uma organização político-militar somali formada em grande parte pelo clã Hawiye, fundada em Roma em janeiro de 1989 para se opor ao regime de Siad Barre. O Congresso Somali Unido foi uma das principais organizações rebeldes na Somália, desempenhando um papel importante na derrubada do governo de Siad Barre em 1991. Com sede no centro do país, a organização toma a capital Mogadíscio em janeiro de 1991 e tornou-se alvo da Força-Tarefa Unificada em 1993. Durante a década de 1990, após disputas internas, se divide em várias facções rivais que se engajam em uma guerra fratricida. Em 2004, com o estabelecimento de um Governo Nacional de Transição, o processo de desarmamento foi posto em prática e alguns ex-líderes moderados da Congresso Somali Unido foram incorporados à nova administração interina.

## Principais membros
- Mohamed Farrah Aidid
- Ali Mahdi Muhammad
- Mohamed Afrah Qanyare
- Musa Sudi Yalahow
- Omar Muhamoud Finnish